# Життєвий простір (оповідання)
«Життєвий простір» (англ. Living Space) — науково-фантастичне оповідання американського письменника Айзека Азімова, вперше надруковано у травні 1956 журналом «Science Fiction». Увійшло до збірки «На Землі достатньо місця» (Earth Is Room Enough) (1957).

## Сюжет
Кларенс Рімбро володіє цілою планетою. Його планета — мертва Земля із паралельного всесвіту, на якій не зародилось життя через відсутність кисню у повітрі. Оскільки таких планет є безліч, то кожен заможний громадянин бажає одноосібно володіти планетою для проживання там зі своєю родиною, хоча використовує тільки невеликий замкнутий простір зі штучною атмосферою. Початкова ж планета Земля є лишень місцем роботи для майже трильйона людей, які щодня повертаються додому на свої власні планети.
Кларенс Рімбро скаржиться в житлове бюро на незрозумілі звуки у своєму маєтку. Працівник бюро Алек Мішноф досліджує відкритий простір на його Землі і виявляє там проведення будівельних робіт німецькомовними людьми, які стверджують що у них літочислення ведеться від ери Гітлера. Він з'ясовує, що ці люди прибули із паралельної Землі, де керує Третій Рейх, і вони вирішують проблему перенаселення аналогічним чином. Але вони не марнотратні, бо забудовують нові планети повністю. Мішнофу вдається укласти з ними угоду про повагу права власності на вже зайняті планети.
Повернувшись на початкову Землю, він розповідає своєму начальнику власну теорію, як їхнє марнотратство призвело до заселення величезної кількості паралельних Земель, і це збільшує імовірність того, що на одній з них може відбутись перший контакт з войовничими прибульцями, які згодом доберуться на початкову Землю, де зосереджена їхня цивілізація.

## Тема
Назва «Життєвий простір» є перекладом німецького «Lebensraum» — назва теорії нацистів, що виправдовувала їх завоювання. Хоча в сюжеті вдається мирно домовитись із ними, оскільки нескінченна кількість Земель дозволяє мирно забезпечувати життєвий простір усім.